# Північний Нью-Катанкуді
Грама Ніладхарі Північний Нью-Катанкуді (№ 167A) — Грама Ніладхарі підрозділу ОС Каттанкуді, округ Баттікалоа, Східна провінція, Шрі-Ланка.

## Демографія
| Населення (2007) | Населення (2007) | Населення (2007) | Населення (2007) | Населення (2007) |
| Населення        | Чоловіки         | Жінки            | Діти             | Дорослі          |
| ---------------- | ---------------- | ---------------- | ---------------- | ---------------- |
| 4450             | 2144             | 2306             | 1789             | 2661             |